# Chasing Dorotea
Chasing Dorotea är ett artistnamn för musikern Christopher Sander. Han upptäcktes av Summersound Recordings när han spelade sin egen musik i butiken han jobbade i.[källa behövs]
Chasing Dorotea släppte sitt första och enda studioalbum under denna pseudonym Chasing Dorotea 2002. På skivan medverkade bland annat skådespelerskan Tuva Novotny. Hans musik har av skivbolaget jämförts med Nick Drake, Red House Painters och Belle and Sebastian.
Den 1 januari 2006 lade Sander upp låten "Bergochdalbana" på sin Myspace-sida. Låten släpptes under namnet "Bergochdalbanan" 2006 på musikalbumet Mycket väsen för ingenting med musikgruppen Ingenting.[källa behövs]

## Diskografi
- 2002 - Chasing Dorotea

### Fotnoter
1. ↑  ”Chasing Dorotea”. Labrador Records. Arkiverad från originalet den 25 december 2011. https://web.archive.org/web/20111225132231/http://www.labrador.se/releases/chasing.php3. Läst 19 december 2011.
2. ↑  ”Chasing Dorotea”. Myspace. http://www.myspace.com/chasingdorotea. Läst 19 december 2011.